# Laokoongruppen
Laokoongruppen är en naturalistisk och uttrycksfull senhellenistisk skulptur som föreställer Laokoon och hans söner som kämpar mot ormar. Marmorskulpturen återfanns i Rom i början av 1500-talet och är idag placerad på Vatikanmuseerna. Dess ursprung är oklar men den påstås vara skapad på Rhodos under första århundradet före eller efter år noll. Det spekuleras även om marmorskulpturen är en kopia av en äldre förlorad skulptur i brons.

## Motivet
Vid slaget om staden Troja gömde sig grekiska soldater i en stor trähäst. Laokoon var den som varnade trojanerna för att föra in trähästen i staden, och var på väg att kasta sitt spjut mot hästens buk och därigenom avslöja de där gömda grekerna. Detta uppväckte gudarnas vrede och de sände då ormar som dödade Laokoon och hans söner.

## Historik
Gruppen påträffades 1506 i kejsar Neros palats, Domus Aurea, på Esquilinen i Rom. Den köptes av påven Julius II för att placeras i Vatikanen, där den finns än idag. Skulpturen kom att utöva ett starkt inflytande på skulptören Michelangelo som var bland de första att se och beundrade skulpturen på 1500-talet. Laokoongruppen kom sedan även att påverka konsten under högrenässansen.
Plinius den äldre utnämnde skulpturen till världens bästa konstverk i sin Naturalis Historia och påstår att konstnärerna bakom Laokoongruppen kom från Rhodos och hette Hagesander, Polydororos och Athenodoros. Plinius hade sett skulpturen i den romerska kejsaren Titus palats på 70-talet e.Kr.
Verket har givits olika dateringar och vissa detaljer i gruppen torde vara senare rekonstruktion. Gotthold Ephraim Lessing menade i sin Laokoon 1766 att verket skulle ha tillkommit under kejsar Titus regeringstid. Andra forskare ville datera gruppen så tidigt som 200-talet f.Kr. Utgrävningar på Rhodos 1903 kunde klarlägga att två konstnärer Athenodoros och Hagesandros verkat där mellan 42 och 21 f.Kr.

## Kopior
En gipsavgjutning från 1698 beställd av slottsarkitekten Nicodemus Tessin den yngre finns på Konstakademien i Stockholm.

## Bilder

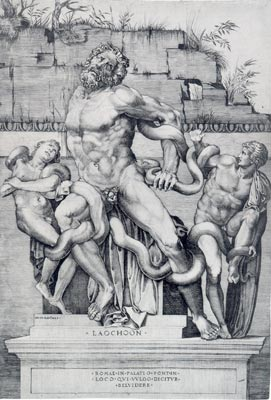
Laokoongruppen. Gravyr av Marco Dente.